# Grubbe
För andra betydelser, se Grubbe (olika betydelser).

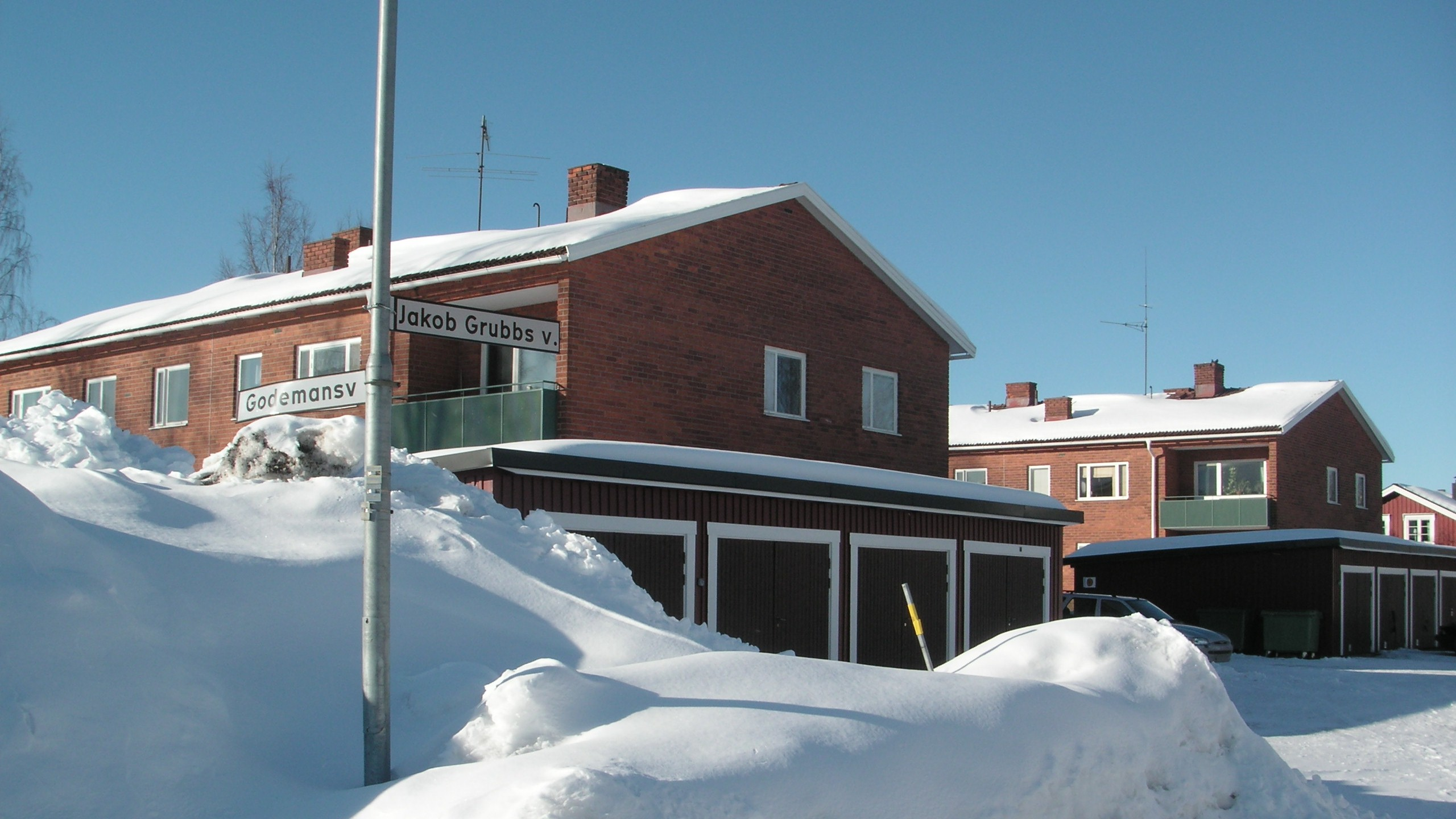
Bostadshus vid Jakob Grubbs väg.

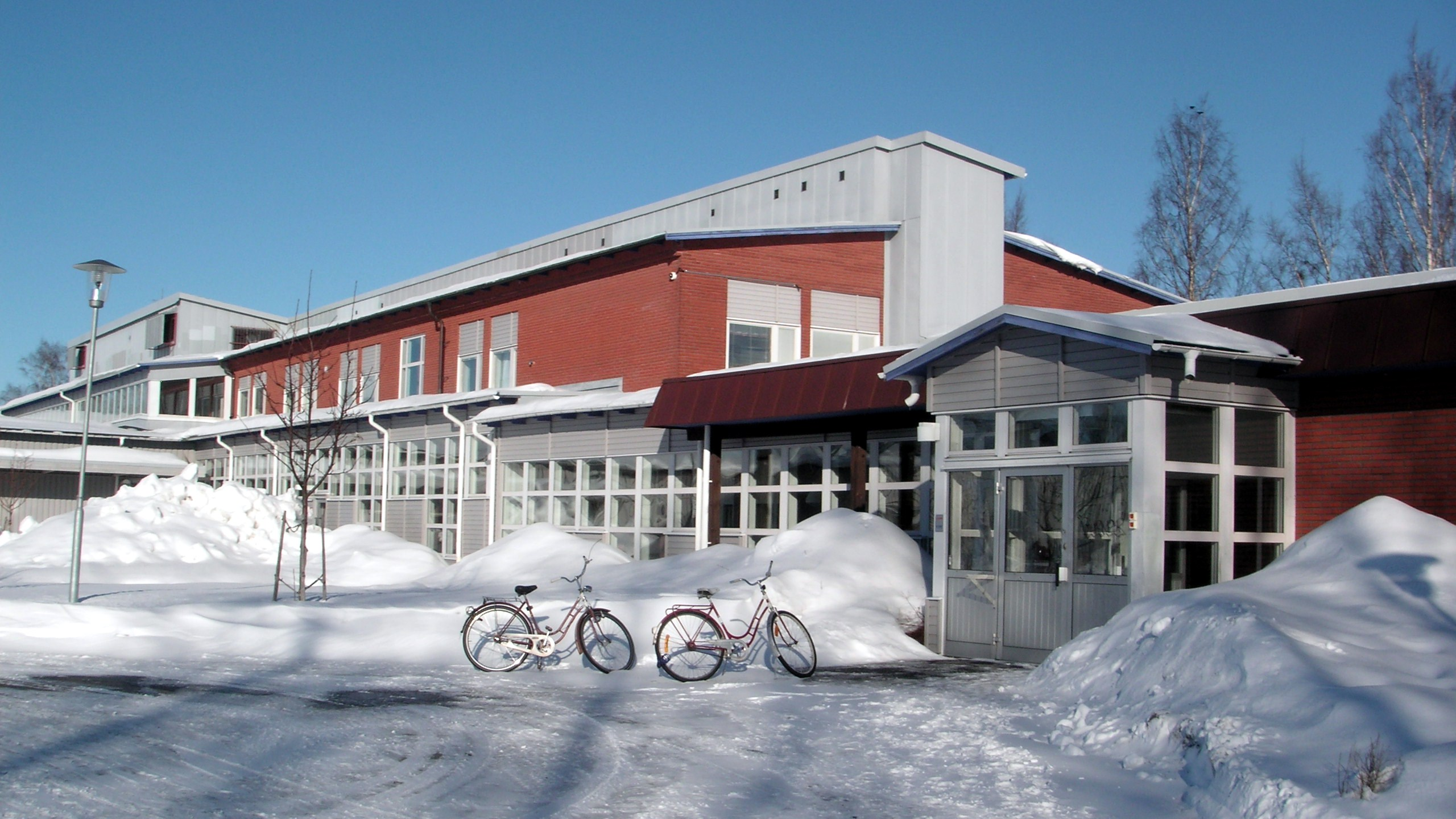
Grubbeskolan.

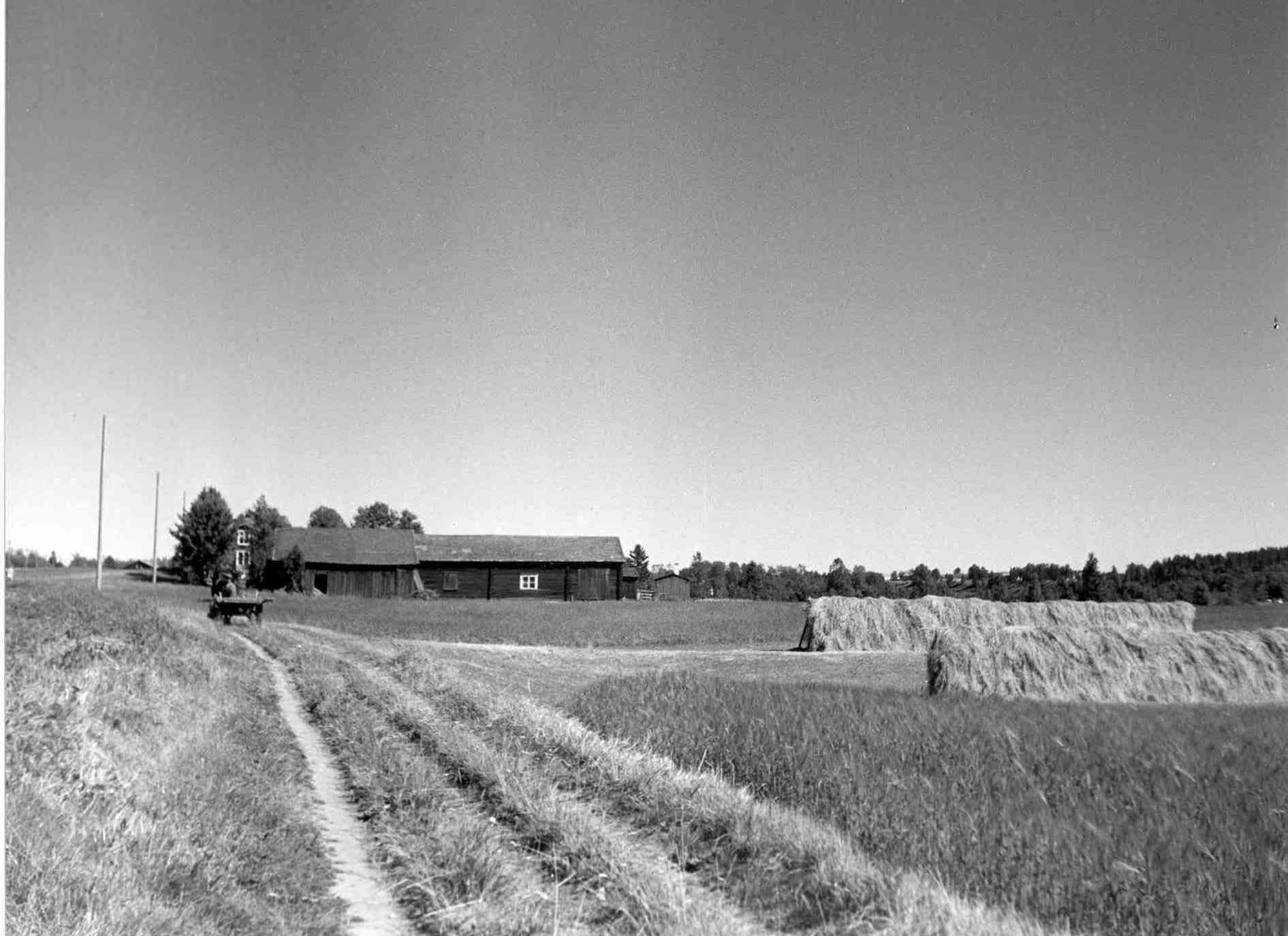
Häradsvägen 1949, vy mot öster

Grubbe är ett stadsdelsområde i Backenområdet i västra delen av Umeå, omkring tre kilometer från centrum. Förr var det en by i Umeå landsförsamling. Området angränsar till Grisbacka i öster, Västerhiske och Kyrkobordet i norr och väster, och i söder mot Umeälven. Dessa byar ligger så tätt att det under historien och fortfarande är svårt att dra någon skarp gräns dem emellan. Grubbe ingår i vad som på senare tid kommit att kallas Älvslandskapet.

## Historia
Området som utgör Grubbe har haft en bofast befolkning åtminstone så länge som Umeå varit omskrivet i källorna, det vill säga cirka 1200-talet. Här har människor levt och odlat jorden under mer än tusen år, från medeltiden fram till våra dagar. Det är därmed den äldsta, eller en av de äldsta, markerna i Västerbotten som blivit kontinuerligt kultiverad. Byn nämns första gången år 1503, som Grwbba. Innan dess var området Grubbe troligen hemman i Hiske (senare benämnt Ytterhiske och Västerhiske). Innan Umeå stad anlades 1622 var detta område, inklusive andra byar i Hiske, Umeås kärna. Umeå landsförsamling var mycket vidsträckt, och därför fanns många kyrkstugor i Grubbe. Ingen av dessa finns längre kvar. Till den äldre bebyggelsen hör flera parstugor längs Grubbevägen, fyra långbyggnader, några uthus och lador. Under indelningsverkets tid fanns tre roten i Grubbe.
1722 flyttades landshövdingeresidenset från staden till området Gran på Grubbe. Residenset låg på Gran under åren 1722-1775. Under dessa år verkade nio stycken landshövdingar på residenset. Namnet Gran har troligen sitt ursprung i det äldre namnet "Granden", vilket betyder grus. I bibeln kan man läsa (Matt 7:3): Huru kommer det till, att du ser grandet i din broders öga, men icke bliver varse bjälken i ditt eget öga? . Namnet "Granden" återfinns på karta över Umeå och närliggande byar upprättad av lantmätare Jonas Persson Gädda, 1693. 
Byarna till väster om Umeå, det vill säga Grubbe, Grisbacka, Västerhiske och Backen bildade tillsammans 1941 Backens municipalsamhälle. Området mellan Tvärån och Backenkyrkan förtätades etappvis vilket ledde till att området fick sin nuvarande blandning av lantgårdar, äldre hus, nyare småhus och flerbostadshus. Municipalsamhället uppgick 1958 i Umeå landskommun, som i sin tur slogs samman med Umeå stad 1965.
Från Grubbe kommer släkten Grubb av Bureätten, och grenar av denna som adlats med namnen Wallenstierna, af Grubbens, Grubbenfeldt, Grubbenhielm, Grubbensköld, samt kognatiskt besläktade ätter, däribland Björnram, Malmerfelt, von Stierneman, Nordenfelt och Stiernfelt eller Grubbe.